# Trifurcula subnitidella
Trifurcula subnitidella là một loài bướm đêm thuộc họ Nepticulidae. It is widespread in châu Âu, southward to miền bắc border of the Sahara in Tunisia và eastward to the Krym và Asia minor.
Sải cánh dài 4.2-5.8 mm đối với con đực và 4.4-5.4 mm đối với con cái. Larvae have been được tìm thấy ở tháng 9 và tháng 10 và adults are on wing từ tháng 5 (March in Tunisia) to đầu tháng 9.
Ấu trùng ăn Lotus corniculatus và possibly other Lotus species. They mine the bark of their host plant. 